# Antonio Hidalgo Rodríguez
Antonio Hidalgo Rodríguez (Sevilla, 15 de febrero de 1943-ibídem, 6 de marzo de 2014) fue un futbolista español que jugaba en la demarcación de defensa lateral derecho.

## Biografía
Hizo su debut como futbolista en 1963 con el Real Betis Balompié "B", en el que jugó durante tres años. Ya en 1966 jugó con el C. F. Extremadura, y un año más tarde hizo lo propio con el C. D. Badajoz. Pero no fue hasta 1968 cuando explotó como futbolista en el R. C. Celta de Vigo, con el que jugó durante ocho años. Además formó parte del equipo que debutó en la Copa de la UEFA en la temporada 1971/1972. Finalmente en 1976 se retiró como futbolista.
Falleció el 6 de marzo de 2014 en Sevilla a los 71 años de edad tras sufrir un cáncer.

## Clubes
| Club                    | País   | Año       | Partidos | Goles |
| ----------------------- | ------ | --------- | -------- | ----- |
| Real Betis Balompié "B" | España | 1963-1966 | ¿?       | ¿?    |
| C. F. Extremadura       | España | 1966-1967 | ¿?       | ¿?    |
| C. D. Badajoz           | España | 1967-1968 | 28       | 1     |
| R. C. Celta de Vigo     | España | 1968-1976 | 171      | 1     |